# Неволин-Светов, Александр Александрович
Александр Александрович Неволин-Светов (род. 20 марта 1988 года, г. Шахты, Ростовская область, РСФСР, СССР) — российский спортсмен, двукратный чемпион, пятикратный обладатель серебряных медалей и обладатель бронзовой медали Паралимпийских игр в плавании. Чемпион и рекордсмен мира, чемпион Европы и России. Заслуженный мастер спорта России.

## Биография
Начал заниматься спортом в городе Шахты, в ДЮСШ № 4. В 2004 году неожиданно почти потерял зрение — отслоение сетчатки глаза.
С 2005 года — член паралимпийской сборной команды России.
Окончил Ростовский-на-Дону институт физической культуры и спорта.
В настоящее время — аспирант Башкирского государственного педагогического университета имени М. Акмуллы.
Спортивный стипендиат Президента Российской Федерации.

### Спортивные достижения
| Год      | Турнир                                   | Дисциплина                                 | Место   | Результат |
| -------- | ---------------------------------------- | ------------------------------------------ | ------- | --------- |
| 2008 год | XIII летние Паралимпийские игры в Пекине | 50 м, вольным стилем                       | Серебро | 24.73     |
| 2008 год | XIII летние Паралимпийские игры в Пекине | 100 м, вольным стилем                      | Бронза  | 54.58     |
| 2008 год | XIII летние Паралимпийские игры в Пекине | 100 м, на спине                            | Золото  | 59.37     |
| 2008 год | XIII летние Паралимпийские игры в Пекине | 200 м, индивидуальное комплексное плавание | Серебро | 2:13.86   |
| 2012 год | XIV летние Паралимпийские игры в Лондоне | 200 м, индивидуальное комплексное плавание | Серебро | 2:14.45   |
| 2012 год | XIV летние Паралимпийские игры в Лондоне | 100 м, вольный стиль                       | Серебро | 51.70     |
| 2012 год | XIV летние Паралимпийские игры в Лондоне | 100 м, на спине                            | Золото  | 59.35     |
| 2012 год | XIV летние Паралимпийские игры в Лондоне | 50 м, вольный стиль                        | Серебро | 23.96     |

| Год      | Турнир                          | Дисциплина                                 | Место   | Результат |
| -------- | ------------------------------- | ------------------------------------------ | ------- | --------- |
| 2009 год | Чемпионат мира на короткой воде | 100 м, на спине                            | Золото  | 57.54     |
| 2009 год | Чемпионат мира на короткой воде | 100 м, вольным стилем                      | Золото  | 51.99     |
| 2009 год | Чемпионат мира на короткой воде | 100 м, индивидуальное комплексное плавание | Золото  | 59.43     |
| 2009 год | Чемпионат мира на короткой воде | 200 м, индивидуальное комплексное плавание | Бронза  | 2:15.76   |
| 2009 год | Чемпионат мира на короткой воде | 50 м, вольным стилем                       | Золото  | 23.86     |
| 2009 год | Чемпионат мира на короткой воде | 4x100 м, эстафета вольным стилем           | Золото  | 3:35.92   |
| 2009 год | Чемпионат мира на короткой воде | 4×100 м, эстафета комплексным плаванием    | Золото  | 4:00.99   |
| 2010 год | Чемпионат мира                  | 100 м, вольным стилем                      | Золото  | 53.97     |
| 2010 год | Чемпионат мира                  | 50 м, вольным стилем                       | Серебро | 24.82     |
| 2010 год | Чемпионат мира                  | 100 м, на спине                            | Золото  | 1:00.97   |
| 2010 год | Чемпионат мира                  | 200 м, индивидуальное комплексное плавание | Бронза  | 2:15.67   |

### Рекорды
В 2007 году в Бразилии проплыл дистанцию 100 метров на спине с временем — 1 минута 02,05 секунд, установив мировой рекорд. В 2008 году в Чехии побил свой же рекорд. (1 минута и 1,41 секунды).
5 сентября 2012 года, на XIV летних Паралимпийских играх в Лондоне установил новый мировой рекорд на дистанции 100 метров на спине, преодолев дистанцию за 59.35 сек.

## Награды
- Орден Почёта (10 сентября 2012 года) — за большой вклад в развитие физической культуры и спорта, высокие спортивные достижения на XIV Паралимпийских летних играх 2012 года в городе Лондоне (Великобритания)[3].
- Орден Дружбы (30 сентября 2009 года) — за большой вклад в развитие физической культуры и спорта, высокие спортивные достижения на XIII Паралимпийских играх 2008 года в Пекине[4][5].
- Заслуженный мастер спорта России
- Лауреат премии Паралимпийского комитета России «Возвращение в жизнь» в номинации «Сила в воле» (2008 год)[6].
- Лауреат премии Паралимпийского комитета России «Возвращение в жизнь» в номинации «Сила в воле» (2010 год)[7].
- Памятный знак «75 лет Ростовской области» (2012 год)[8]